# Астрал: Новое измерение
«Астрал: Новое измерение» (англ. Astral) — британский фильм ужасов режиссёра Криса Мула. Премьера фильма состоялась на Международном кинофестивале в Сан-Диего 13 октября 2018 года. В России фильм вышел 24 января 2019 года.

## Сюжет
Студент университета Алекс изучает астральную проекцию, чтобы восстановить связь с погибшей матерью, которая, выйдя из психиатрической больницы, повесилась в доме. Он овладевает способностью проецировать свой дух в другие пространственные измерения, тем самым вызвав злых духов, которые пытаются попасть в его тело для доступа в мир людей.

## В ролях
| Актёр            | Роль                 |
| ---------------- | -------------------- |
| Катрин Стэдмен   | Клэр Харман          |
| Фрэнк Диллейн    | Алекс Харман         |
| Ванесса Грасс    | Алисса Ходж          |
| Демсон Идрис     | Джордан Найт         |
| Тревор Уайт      | Гарет Пауэлл         |
| Дарвин Шоу       | Джоэл Харман         |
| Марк Аикен       | Доктор Джеймс Лефлер |
| Нед Портиес      | Бен Лоуренс          |
| Джульетт Хоуланд | Мишель Коллинз       |
| Дженнифер Брук   | Карина Ричардсон     |